# Pandanus nanus
Pandanus nanus är en enhjärtbladig växtart som beskrevs av Ugolino Martelli. Pandanus nanus ingår i släktet Pandanus och familjen Pandanaceae. Inga underarter finns listade.